# Nieledwia
Nieledwia – wieś w Polsce położona w województwie śląskim, w powiecie żywieckim, w gminie Milówka. Powierzchnia sołectwa wynosi 1178 ha, a liczba ludności 1035, co daje gęstość zaludnienia równą 87 os./km².
Według austriackiego spisu ludności z 1900 w 245 budynkach w Nieledwii na obszarze 144 hektarów mieszkało 1461 osób (gęstość zaludnienia 101,4 os./km²), z czego 1459 (99,9%) było polskojęzycznymi, 1456 (99,7%) katolikami a 5 (0,3%) wyznawcami judaizmu. 
W latach 1975–1998 miejscowość administracyjnie należała do województwa bielskiego.
Zabytki Nieledwii to stara dzwonnica i wiele zabytkowych pomników. Przez Nieledwię płynie potok o tej samej nazwie. Drogą przez Nieledwię, następnie przez przełęcz Kotelnicę oraz przez przysiółek Tarliczne dojechać można do Lalik – kolejnego sołectwa gminy Milówka. Herb Nieledwi przedstawia centaura z łukiem.
Na terenie sołectwa działalność duszpasterską prowadzi Kościół Rzymskokatolicki (ośrodek duszpasterski Matki Bożej Częstochowskiej i św. Floriana w kościele pw. św. Floriana w Nieledwi).

## Nazwa
Andrzej Komoniecki w Dziejopisie Żywieckim podaje następującą genezę pochodzenia nazwy miejscowości:
„Nieledwia stąd się zowie, że się tam niźli wieś osadzona była, dwa niedźwiedzie cały dzień się biły, aż zaledwie się pod wieczór rozeszły. Tamże na tym miejscu lasy wielkie [były], z których niegdy potasze warzono i tam niejakiego Wrzeszcza, szlachcica, zbójcy, który dozorcą był tych potaszów, do kotła wrzucili i uwarzyli”.